# دم‌بلند خاکستری

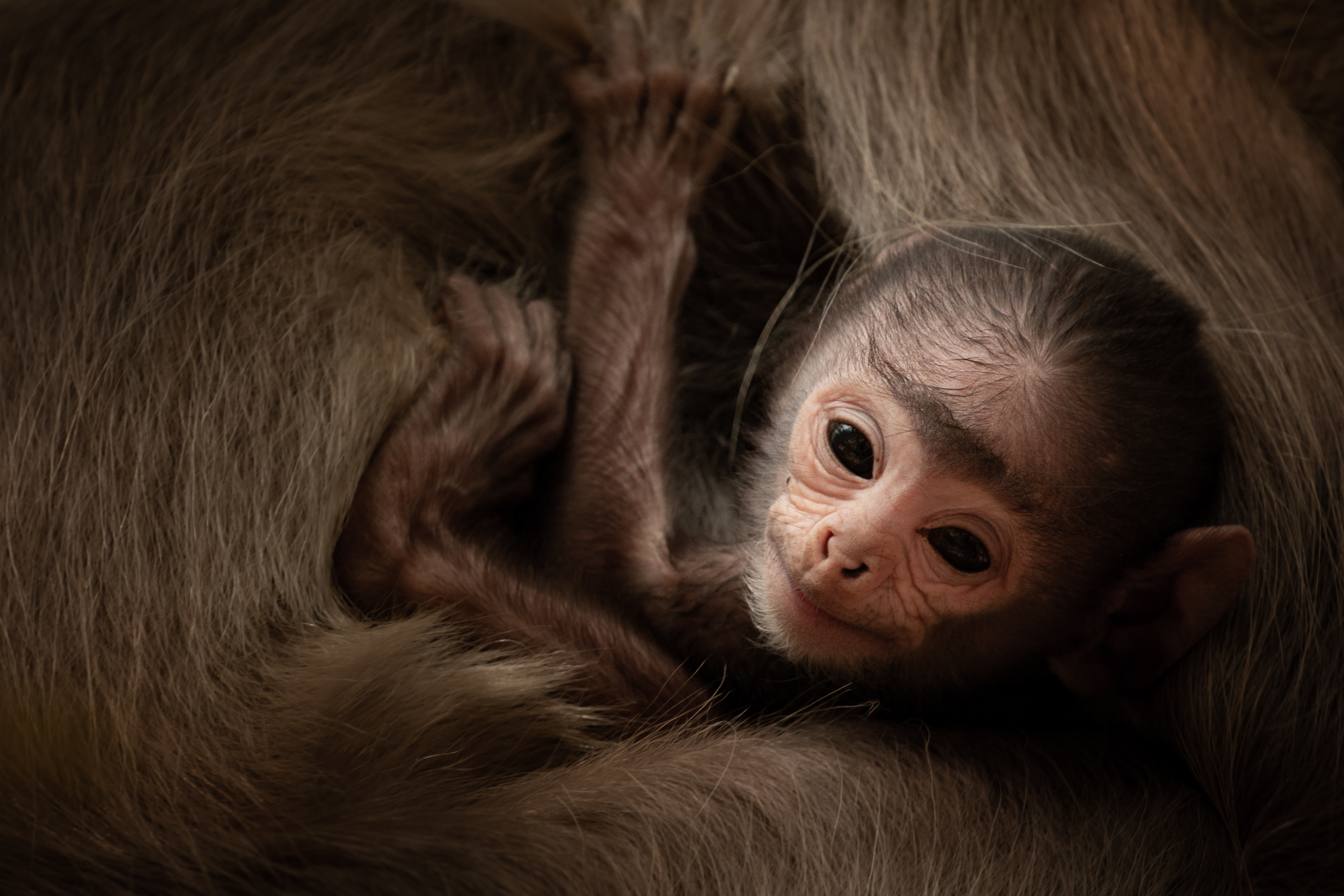
نگاره‌ای از یک بچه‌میمون دم‌بلند خاکستری در آغوش مادرش در پارک ملی یارا (en) در جنوب سریلانکا.

دُم‌بُلَند خاکستری (نام علمی: Semnopithecus) نام یک سرده از زیرخانواده شست‌بریدگان است.